# La Yeguada
La Yeguada (auch Chitra-Calobre) ist ein 1297 m hoher Stratovulkan in der Provinz Veraguas in Panama. 
Der massive Vulkankomplex befindet sich nördlich der Halbinsel Azuero.